# Либерий (патриций)
Либерий (полное имя — Пётр Марцеллин Феликс Либерий; лат. Petrus Marcellinus Felix Liberius; ок. 465 — ок. 554) — государственный деятель Остготского королевства и Византийской империи.

## Биография

### Начало карьеры
Происхождение неизвестно. Полагают, что его семья была из Лигурии. На государственную службу поступил в конце правления Одоакра, и сохранял ему верность до самого конца. Вероятно, успел себя зарекомендовать как хороший администратор, а потому был принят на службу Теодорихом Великим и в 493/494 году назначен префектом претория Италии — главой гражданского управления.
Разумная финансовая политика Либерия позволила увеличить доходы казны без существенного повышения налогов. Эту его заслугу отметили современники, в частности, Эннодий и Кассиодор. Наиболее трудным был вопрос раздела земель в Италии между местным населением и германскими завоевателями. Согласно общепринятой практике, римляне отдавали варварам треть своих земельных наделов, однако, и здесь Либерию удалось провести реформу, не вызвав возмущения землевладельцев.
В 500 году Либерий вышел в отставку, получив за свои заслуги титул патриция. В 506 году он был назначен наблюдать за выборами нового епископа Аквилеи.

### Префект претория Галлии
В 508 году, воспользовавшись разгромом франками Тулузского королевства вестготов, Теодорих присоединил к своим владениям южный Прованс (до реки Дюранс). Для управления этими землями он восстановил позднеримскую должность префекта претория Галлии и в 511 году назначил на неё Либерия. В этой должности он оставался до 534 года, что было рекордом для наместника. Резиденция правителя находилась в Арелате (Арль), архиепископом которого был тогда Цезарий Арелатский, крупный церковный деятель, оказавший сильное духовное влияние на Либерия. При содействии префекта претория Цезарий в период между 524 и 533 годами провел в Провансе пять поместных соборов. Важнейший из них — Второй Араузионский (Оранжский) собор 529 года, принявший неортодоксальное учение епископа Августина Гиппонского о предопределении (благодати и свободной воле), утверждённое затем в качестве официальной доктрины Римской католической церкви. Либерий принимал участие в соборе и был среди тех, кто подписал его постановления.
Прованс подвергался набегам вестготов, во время одного из таких нападений Либерий, находившийся на северном берегу Дюранса с небольшим отрядом, был ранен копьем в живот. Житие Цезария Арелатского сообщает, что только прибытие святого чудесным образом излечило лежавшего при смерти префекта.
После смерти в 526 году короля Теодориха Либерий получил титул patricius praesentalis, что примерно соответствовало римскому магистру армии (magister militum). Таким образом, в его руках объединялось гражданское и военное управление, что было единственным известным случаем такого рода, ибо остготы не назначали на военные должности римлян. Как полагают, это произошло после начала в 532 году бургундо-франкской войны, когда франки вышли к границе Прованса и даже осадили Арль (а, возможно, что и взяли его). При этом внутриполитический кризис в остготском королевстве достиг такой остроты, что регентше Амаласунте римляне казались надёжнее готов.

### Миссия в Константинополь
В 534 году узурпатор Теодахад отстранил от власти королеву Амаласунту, а в следующем году организовал её убийство. Опасаясь возмездия со стороны императора Юстиниана, Теодахад направил в империю посольство для изложения официальной версии событий. Одним из руководителей миссии был патриций Либерий, который на встрече с представителем императора Петром Патрикием рассказал, как все было на самом деле. Этим он дал Юстиниану долгожданный повод к войне. Вернуться в Италию Либерий после этого не мог и поступил на византийскую службу.

### Византийская служба
Либерий был назначен наместником Египта — префектом августалом (538/539 — 542?) В этой должности, помимо прочего, ему было поручено заниматься улаживанием религиозных споров, сотрясавших провинцию. В помощь ему была направлена богословская комиссия, в состав которой входил папский апокрисиарий в Константинополе Пелагий (будущий римский папа).
В 550 году Либерий был направлен Юстинианом с большим флотом и войсками для освобождения Сицилии, частично захваченной готами. Он сумел прорваться в осажденные Сиракузы, но считая свои силы недостаточными, увел войска в Панорм, где и оставался, пока Тотила опустошал остров. В 551 году его сменил на посту командующего Артабан. О действиях Либерия на Сицилии Прокопий пишет, что тот «был человеком уже в очень преклонных годах и совершено неопытным в военном деле».

### Испанская экспедиция
По сообщению Прокопия, после неудачи на Сицилии Либерий вернулся в Константинополь. Весной 552 года он был послан во главе экспедиции в Испанию, где шла гражданская война и лидер повстанцев Атанагильд просил помощи императора. Юстиниан воспользовался случаем, чтобы вернуть под власть империи Иберийский полуостров. Поскольку Южная Испания (Бетика) фактически не подчинялась вестготским королям и имела давние торговые связи с Востоком, задача её подчинения не представлялась сложной. Вероятно, поэтому во главе экспедиции был поставлен Либерий, администратор, известный римлянам и хорошо знавший готов.
К моменту прибытия византийцев в Испанию война уже закончилась, Атанагильд стал королём. Несмотря на это, византийцы овладели Бетикой и создали на юге Иберийского полуострова провинцию Спания.

### Последние годы
В мае 553 года Либерий вернулся в Константинополь. В том же году он выполнил последнее поручение: участвовал в делегации, убедившей римского папу Вигилия принять участие в Пятом Вселенском соборе. Заслуги патриция перед империей были признаны Юстинианом. Прагматическая санкция, изданная императором 13 августа 554 года, и установившая порядок управления Италией, позволяла представителям сенаторского сословия вернуться в страну. Два таких представителя были отдельно поименованы в документе: это папа Вигилий, которому санкция и адресована, и патриций Либерий, упомянутый в первом абзаце, как получивший в награду земельные владения.
Умер в Италии в том же году или позднее, похоронен в Аримине.

### Семья
Имя жены — Аргеция — известно из Жития Цезария Арелатского. Имел нескольких сыновей и дочь. Один из сыновей, Венанций, как полагают, тождественен консулу 507 года.

## Оценка деятельности
Либерий был крупным государственным деятелем своего времени. Состоявшие с ним в переписке Авит Вьеннский, Эннодий, Кассиодор неоднократно отмечают его заслуги. По словам Прокопия:

Это был человек исключительных нравственных достоинств, умевший говорить только правду.— Прокопий. Война. V, 4. 24
Кассиодор изображает Либерия как «мужа войск» (exercitualem virum),

приятнейшего в общении, славного заслугами, выдающегося красотой, но ещё более украшенного ранами, отмеченного заслугами трудов своих.— Varia, IX, 1
Удивительная по своей продолжительности политическая карьера до сих пор вызывает восхищение у историков. Ещё заставший последние годы Западной империи, а затем состоявший на службе трёх политических режимов, и до конца своей долгой жизни остававшийся деятельным и полезным, Либерий удостоился едва ли не восторженных характеристик. Джеймс О’Доннелл сравнивает его (имея в виду географию деятельности этого человека) с Цезарем и Бонапартом, а романтически настроенный Брюно Дюмезиль называет «последним из великих римских полководцев». Это, конечно, преувеличение, однако, если бы Либерий не был по преимуществу гражданским чиновником, он вполне мог бы присоединиться к Аэцию, Бонифацию и Велизарию в списке «последних римлян».